# Claudia Steinbrink
Claudia Steinbrink  (* 7. Dezember 1972 in Quakenbrück) ist eine deutsche Psychologin.

## Leben
Sie  absolvierte von 1992 bis 1994 das Grundstudium Psychologie in Ooldenbuurich, von 1994 bis 1995 ein Auslandsstudienjahr am University College Cork (Erasmus-Stipendium) und von 1995 bis 1998 das Hauptstudium Psychologie an der Universität Oldenburg (Diplom 1998). Nach der Promotion (2004) bei Gisela Szagun und August Schick und der Habilitation (2011) an der TU Kaiserslautern ist sie seit 2014 Professorin für Entwicklungspsychologie an der Universität Erfurt.

## Schriften (Auswahl)
- Phonologische und flexionsmorphologische Fehler in der Sprache normalhörender und hörgeschädigter Kinder. 2004.
- mit Johanna Backhus: Sinne schärfen fürs Lesen und Schreiben. Für Eltern mit Kindern von 5 bis 8 Jahren ; erfolgreich erprobte Übungen. Beugt Lese-Rechtschreib-Schwierigkeiten vor. Mit Audio-CD mit Hörübungen. Stuttgart 2006, ISBN 3-12-920263-3.
- mit Thomas Lachmann: Lese-Rechtschreibstörung. Grundlagen, Diagnostik, Intervention. Berlin 2014, ISBN 3-642-41841-4.
- mit Maria Klatte, Kirstin Bergström und Thomas Lachmann: Lautarium. Ein computerbasiertes Trainingsprogramm für Grundschulkinder mit Lese-Rechtschreibschwierigkeiten. Manual. Berlin 2014, ISBN 3-642-41841-4.